# マイコプラズマ・シノビエ
マイコプラズマ・シノビエ（学名: Mycoplasma synoviae）はマイコプラズマ属細菌の一種である。鳥類の関節、骨、呼吸器系に病気を引き起こす。世界中に分布し、感染症は感染性滑膜炎、鳥マイコプラズマ症、感染性副鼻腔炎、またはマイコプラズマ関節炎と呼ばれることもある。感染すると卵の生産量が低下するため、経済的に重要である。この病気はニワトリに最もよく見られ、伝播は垂直感染と水平感染の両方で起こる。

## 臨床症状と診断
一般的な臨床症状には、跛行、硬直した歩行、四肢の異常な湾曲などがある。呼吸器系や神経系の徴候も報告されている。前述のように卵生産量の低下がしばしば起こる。
病歴、臨床検査、死後の徴候から予備診断が可能である。培養、蛍光抗体法、PCR、ELISA、スライド凝集試験（SAT）などを用い確定診断が可能である。

## 治療とコントロール
マイコプラズマ・シノビエは抗生物質で治療されるが、いくつかの型に対する耐性が報告されている。卵に対しては特定の抗生物質による治療が可能である。
この病気はワクチンでコントロールできる。